# Seninghem
Seninghem és un municipi francès situat al departament del Pas de Calais i a la regió dels Alts de França. L'any 2007 tenia 584 habitants.

## Demografia

### Població
El 2007 la població de fet de Seninghem era de 584 persones. Hi havia 200 famílies de les quals 32 eren unipersonals (7 homes vivint sols i 25 dones vivint soles), 44 parelles sense fills, 109 parelles amb fills i 15 famílies monoparentals amb fills.
La població ha evolucionat segons el següent gràfic:
Habitants censats

### Habitatges
El 2007 hi havia 225 habitatges, 201 eren l'habitatge principal de la família, 8 eren segones residències i 16 estaven desocupats. 223 eren cases i 2 eren apartaments. Dels 201 habitatges principals, 167 estaven ocupats pels seus propietaris, 31 estaven llogats i ocupats pels llogaters i 4 estaven cedits a títol gratuït; 3 tenien dues cambres, 15 en tenien tres, 38 en tenien quatre i 145 en tenien cinc o més. 167 habitatges disposaven pel capbaix d'una plaça de pàrquing. A 72 habitatges hi havia un automòbil i a 119 n'hi havia dos o més.

### Piràmide de població
La piràmide de població per edats i sexe el 2009 era:
| Homes | Edats   | Dones |
| ----- | ------- | ----- |
| 0     | 95 o +  | 0     |
| 4     | 90 a 94 | 0     |
| 0     | 85 a 89 | 4     |
| 4     | 80 a 84 | 12    |
| 0     | 75 a 79 | 8     |
| 12    | 70 a 74 | 8     |
| 4     | 65 a 69 | 16    |
| 20    | 60 a 64 | 12    |
| 4     | 55 a 59 | 8     |
| 24    | 50 a 54 | 12    |
| 12    | 45 a 49 | 12    |
| 24    | 40 a 44 | 20    |
| 28    | 35 a 39 | 28    |
| 20    | 30 a 34 | 12    |
| 24    | 25 a 29 | 8     |
| 12    | 20 a 24 | 12    |
| 16    | 15 a 19 | 16    |
| 28    | 10 a 14 | 24    |
| 16    | 5 a 9   | 12    |
| 8     | 0 a 4   | 12    |

## Economia
El 2007 la població en edat de treballar era de 377 persones, 285 eren actives i 92 eren inactives. De les 285 persones actives 262 estaven ocupades (146 homes i 116 dones) i 24 estaven aturades (13 homes i 11 dones). De les 92 persones inactives 25 estaven jubilades, 31 estaven estudiant i 36 estaven classificades com a «altres inactius».

### Ingressos
El 2009 a Seninghem hi havia 223 unitats fiscals que integraven 649,5 persones, la mediana anual d'ingressos fiscals per persona era de 15.736 €.

### Activitats econòmiques
Dels 11 establiments que hi havia el 2007, 1 era d'una empresa de fabricació de material elèctric, 1 d'una empresa de fabricació d'altres productes industrials, 4 d'empreses de construcció, 3 d'empreses de transport i 2 d'empreses de serveis.
Dels 4 establiments de servei als particulars que hi havia el 2009, 1 era un paleta, 1 lampisteria, 1 electricista i 1 empresa de construcció.
L'any 2000 a Seninghem hi havia 30 explotacions agrícoles que ocupaven un total de 728 hectàrees.

## Equipaments sanitaris i escolars
El 2009 hi havia una escola elemental integrada dins d'un grup escolar amb les comunes properes formant una escola dispersa.

## Poblacions més properes
El següent diagrama mostra les poblacions més properes.